# S&W M27
S&W M27（Smith&Wesson Model.27）は、アメリカのS&W社が開発し1935年に発表した回転式拳銃である。
当初はその名を冠して、単に「(スミス&ウェッソン).357マグナム(S&W 357 Magnum)」と称され、「レジスタード・マグナム(Registered Magnum)」の名でも呼ばれた。これらの名は1957年にモデルナンバー制度が導入されたあとでも、引き続き通称として用いられている。
本項では基礎となったM27の他、後年に発売された派生型である2種類のM627、およびM327についても記述する。

## 概要
本銃は.357マグナム弾と同時に発表され、その使用に公式対応した同社初の量産銃であり、.357マグナム弾という比較的小口径ながら強力な実包を採用していることから、より大口径の.44スペシャル弾のために設計された大柄で重いが、耐久性の高いNフレームを用いて設計されている。これは、先行して1930年に発表された.38/44ヘビーデューティーなどと同じアプローチである。同銃で用いられていた.38/44ヘビーデューティーは、単なる.38スペシャル弾の強装弾というよりは.357マグナム弾に帰結する試みの1つであり、実のところ、シリアル・ナンバー上は本銃は.38/44ヘビーデューティーと混在している。
1935年に発表され、当初は一般販売は行われず、特別注文のみで購入できる限定品の扱いであった。そして又、注文時に銃身長、グリップ、サイト、トリガー、ハンマー、仕上げ等を細かく指定する事が出来、通称の「レジスタード・マグナム(Registered Magnum)」の名は、1939年までは購入者には引渡し時に品質保証書を兼ねた所有者登録証（レジストレーション＝registration.「登録」の意）が発行されたことに由来している。そういった経緯から、銃の表面は丁寧に仕上げられており、フレームトップの反射防止用の細かく彫られたチェッカリング、より細かく調節できるリアサイトが装備されているなど、当時としては高級な拳銃として位置づけられている。
3.5インチモデルはジョージ・パットン将軍がSAAと共に愛用していた。また、ベトナム戦争時のアメリカ軍特殊部隊員も接近戦用やバックアップ用として個人で所持していたとの情報がある。
21世紀に入り、2016年現在となっても、M27は“CLASSICS”シリーズという形ではありながらもS&W社のカタログに記載されており、4インチ銃身モデルと6 1/2インチ銃身モデルが販売されている。

## バリエーション

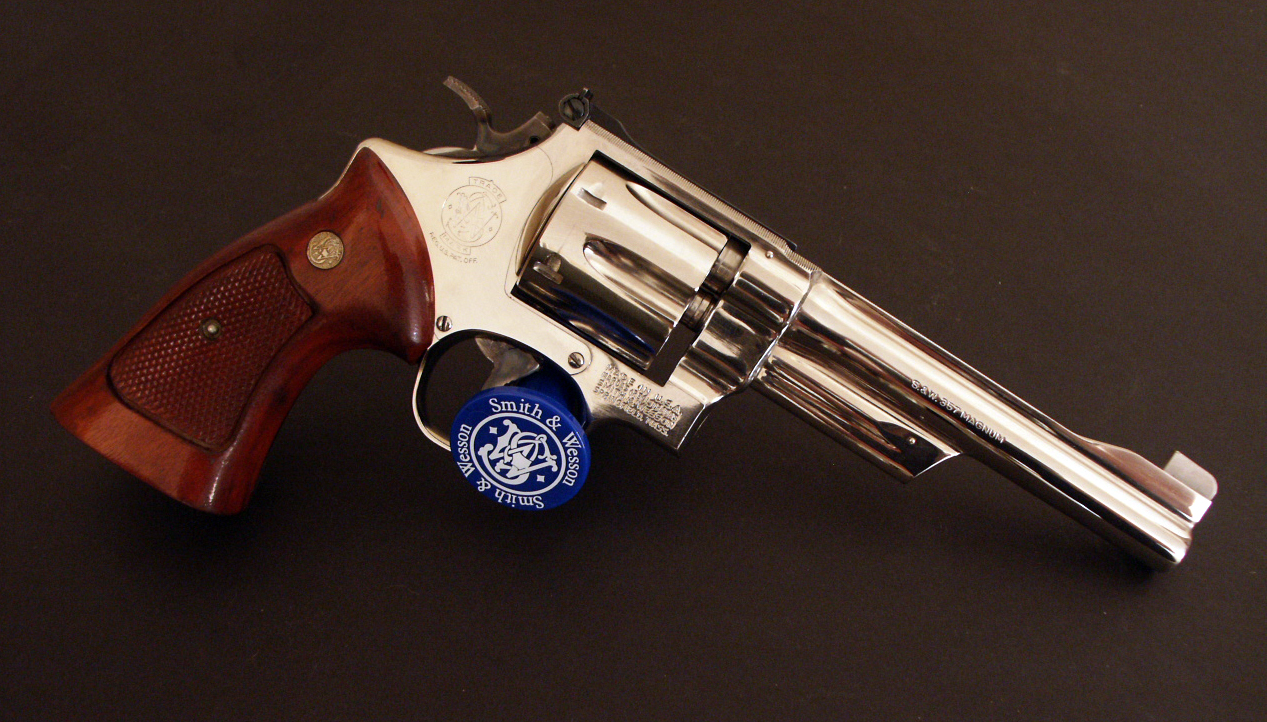
M27 6インチ ニッケルメッキモデル

M27は本銃の普及版と位置づけられている1954年発表のM28の他には、銃身長の他、製造時期による仕様の差以外には長らく公式のバリエーションモデルが存在しなかった。第二次世界大戦後のスミス&ウェッソン社の殆どの拳銃にはモデル番号に「6」の字を冠するステンレスモデルがラインナップされているが、本銃は酸化焼入処理（ブルーイング）の施されたもの以外にはニッケルメッキモデルがあるのみで、材質はスチールのみであった。

### M627
発売開始から半世紀以上経った1989年には、材質をステンレス鋼とし、シリンダーを側面に溝のないノンフルーテッドシリンダー、銃身をM586/686と同じバレルアンダーラグを持つ5 1/2インチのものとしたモデルが「M627」として発売されたが、銃身側面の刻印に".357 MAGNUM MODEL OF 1989"とあったことから、M627の名称よりは「S&W Model of 1989」の名称で知られている。この初代M627は1989年から1997年の生産停止までの間に約5,000丁が生産された。

#### PC M627
M27やM28はフレームが前述の通り大柄なN-フレームである分、シリンダー（弾倉）も大きいので細身の.357マグナム弾ならば7-8発分の収納スペースを作ることができる。このため、アメリカの射撃愛好家達による多弾装化カスタムが数多く製作され、1996年には、S&Wのオフィシャルカスタム部門であるパフォーマンス・センターによるカスタムモデルという扱いながら、シリンダーを8連装とした公式多装弾モデルである「PC M627(Performance Center M627)」が生産された。
この新たなM627は、根本から絞り込まれたような独特のバレルシュラウドの形状から「 "contoured slabside" barrel profile」の通称があり、2.625インチ銃身の“スナブノーズ”モデルの他、4/5/6.5インチ銃身のバリエーションがあり、この他に銃口にシルバーカラーの取り外し可能なコンペンセイターを装着し、バレルシュラウドをフルカバータイプとしてトリガー他を高精度のものとした競技用カスタムモデルである「V-COMP」がラインナップされている。

### M327

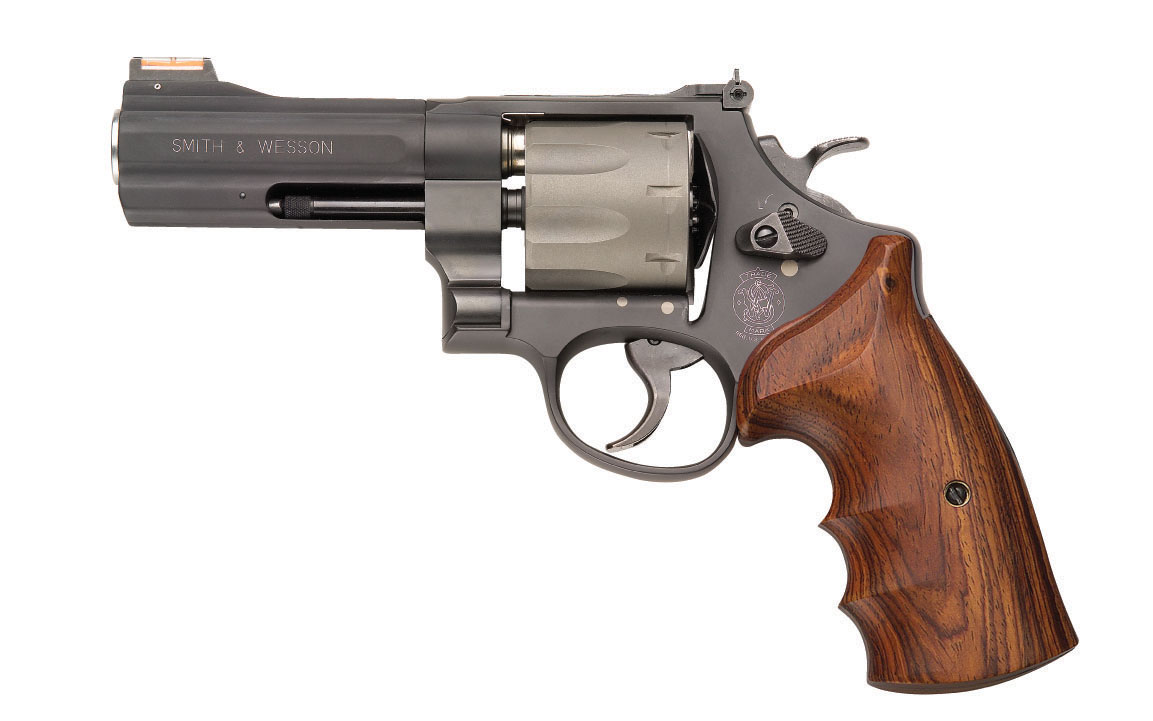
M327 PD

2003年にはパフォーマンス・センターカスタムの一つとして、PC M627の銃身を2インチとし、フレームの材質をスカンジウム合金（スカンジウム添加アルミニウム合金）、バレルシュラウドとシリンダーの材質をチタニウム合金とした「M327」（「M327SC」「M327 Carry」の通称もある）が発表され、2004年にかけて少数生産された。
これが市場で好評を博したため、S&Wでは2006年に、同じくパフォーマンス・センターカスタムとして「M327 M&P R8 」および「M327 TRR8 」を発表した。両モデルともシリンダーとバレルシュラウドの材質をマットブラックフィニッシュのステンレスとし、5インチのバレルの上下面にピカティニーレールを設けたもので、他にもV-ノッチリアサイト、フレーム内側にスチール製の耐熱ガード等を備えている。M&P R8は警察および軍事組織向け、TRR8は競技用として販売され、TRR8はピカティニーレールが取り外せるようになっていることが特徴である。
2008年には更なるバリエーションとして、4インチ銃身にアンダーラグのあるステンレス製バレルシュラウドを持ち、HI-VIZ集光式フロントサイトと調節可能なV-ノッチリアサイトを備え、スカンジウム製フレーム、チタン製シリンダーを持つ「M327 PD」、2.5インチ銃身としシリンダーとバレルシュラウドをスチール製とした「M327 NG(M327 Night Guard)」）が発表された。しかし、これらのモデルは2016年現在ではS&Wの公式カタログに「過去の製品」として記載されているのみである。

## 登場作品

### 漫画・アニメ
『シティーハンター』
冴羽獠が所持。使用というよりも分解して隠し持っている。
『ルパン三世シリーズ』
主に劇場版作品にて次元大介が所持し、同社製のM19に変わって使用している（実銃のM19は.357マグナム弾を撃つのに適していない）。

### ゲーム
『コール オブ デューティ ワールド・アット・ウォー』
「.357 Magnum」の名称で登場する。キャンペーンでは使用できず、マルチプレイ・ゾンビモードでのみ使用できる。
『バトルフィールドV』
「Model 27」としてマルチプレイでのみ使用可能。開発スタッフのお気に入りで、この銃のみ取り出し時にガンスピンのモーションが設けられている。